# Blacus bussei
Blacus bussei är en stekelart som beskrevs av Sergey A. Belokobylskij 1995. Blacus bussei ingår i släktet Blacus och familjen bracksteklar. Inga underarter finns listade.